# Tibouchina arenaria
Tibouchina arenaria är en tvåhjärtbladig växtart som beskrevs av Célestin Alfred Cogniaux. Tibouchina arenaria ingår i släktet Tibouchina och familjen Melastomataceae. Inga underarter finns listade i Catalogue of Life.